# Too Many People
〈Too Many People〉은 폴 매카트니와 그의 아내 린다 매카트니의 1971년 음반 《Ram》뿐만 아니라 〈Uncle Albert/Admiral Halsey〉 싱글의 B사이드의 폴 매카트니가 부른 곡이다.

## 녹음
매카트니는 브릿지의 일부 동안 가성으로 노래했다. 두 번째 브릿지와 세 번째 연단의 기타 독주는 휴 맥크라켄이 연주한다. 마지막 브릿지의 뒤를 이은 두 번째 솔로는 바닥 탐 옆면에 드럼 스틱이 있다.

## 참여 인원
- 폴 매카트니 – 리드 보컬, 베이스 기타
- 린다 매카트니 – 백 보컬
- 데이비드 스피노자 – 아쿠스틱 기타
- 휴 맥크라켄 – 일렉트릭 기타
- 데니 세이웰 – 드럼